# Anna Pavlowitch
Anna Pavlowitch, née le 28 janvier 1973, est une éditrice française, directrice d'Albin Michel depuis janvier 2022.

## Biographie

### Carrière
Après des études en lettres et philosophie, Anna Pavlowitch obtient un DÉSS en « Édition et communication écrite ». Elle commence sa carrière comme professeure de philosophie. Elle quitte l'enseignement en 1999 pour se lancer dans l'édition.  
En 1999, elle entre chez Fayard et, en 2004, devient directrice littéraire au sein des éditions Ramsay. En 2007, elle entre chez Flammarion, où elle est nommée responsable éditoriale de J’ai lu. Responsable éditoriale chargée de la littérature générale, elle est promue directrice éditoriale en 2009. Sous l'impulsion de Teresa Cremisi en 2011, Anna Pavlowitch prend le poste de directrice générale de J'ai Lu, à la place de Patrick Gambache. 
Elle quitte son poste chez J'ai Lu pour devenir responsable du pôle de littérature générale chez Flammarion en 2015. En 2018, Antoine Gallimard nomme Anna Pavlowitch comme présidente directrice générale de Flammarion, avec comme vice-président Patrice Margotin. En tant que PDG de Flammarion, elle annonce le décès de Charles-Henri Flammarion et conduit la politique éditoriale des Editions Viviane Hamy lors du rachat de la maison par Madrigall en 2020. La même année, elle annonce la création de Mialet Barrault Éditeurs, dirigée par Betty Mialet et Bernard Barrault. Pendant la crise du Covid19, elle met en place une action caritative pour les soignants sous le nom de "Lire pour soigner"; où pendant une durée limitée les bénéfices sur certains livres sont reversés à la Fondation Hôpitaux de Paris, Hôpitaux de France.
Le 30 octobre 2020, Anna Pavlowitch figure parmi les signataires de la lettre ouverte au président Emmanuel Macron pour le maintien de l'ouverture des librairies et des bibliothèques pendant les confinements sanitaires de la crise du Covid-19, lors du débat sur la dimension "essentielle" de la Culture.
Fin 2021, Anna Pavlowitch démissionne de ses fonctions chez Flammarion,. En janvier 2022, elle rentre chez Albin Michel comme directrice.

### Vie privée
Anna Pavlowitch est la sœur ainée de Julia Pavlowitch, elle-même éditrice. Leur père est l'auteur et éditeur Paul Pavlowitch,, cousin de Romain Gary. Elle était en couple avec Jean-Marc Roberts jusqu'à son décès en 2013. 

## Ouvrages
Anna Pavlowitch a publié plusieurs livres de cuisine.
- La cuisine des fées : Ou comment faire des merveilles sans être magicienne, Éditions Tana, 2005.
- Pour en finir avec la cuisine de mémé, Éditions Tana, 2005.
- Éloge de la petite touche perso : Ou comment bricoler en «faits maison» des plats déjà cuisinés, Éditions Tana, 2005.
- La cuisine des petit chemins, Éditions Tana, 2008.
- La cuisine des petits chemins, Éditions Tana, 2011.